# Thamnotettix lactea
Thamnotettix lactea är en insektsart som beskrevs av Melichar 1902. Thamnotettix lactea ingår i släktet Thamnotettix och familjen dvärgstritar. Inga underarter finns listade i Catalogue of Life.